# 연애시대 (연극)
《연애시대》는 2013년에 초연된 대한민국의 연극이다. 1996년에 일본에서 출간된 노자와 히사시의 동명 소설을 원작으로 하여 제작되었다.

## 출연진
- 조영규
- 김재범
- 이신성
- 황인영
- 심은진
- 손지윤
- 이원
- 채동현
- 윤경호
- 소정화
- 이수진
- 황미영